# Le Violoniste vert
Le Violoniste vert est un tableau réalisé par le peintre russe Marc Chagall en 1923-1924 à Paris, en France. Cette huile sur toile de format vertical représente un homme dont la peau est rendue en vert jouant du violon devant et au-dessus d'un paysage urbain agrémenté de figures merveilleuses. Elle est conservée au musée Solomon-R.-Guggenheim, à New York, aux États-Unis.